# Християнство в България
Християнството в България е най-разпространената религия, която изповядва мнозинството от населението на страната. В чл. 13 от конституцията на Република България е записано че традиционна религия в страната е източноправославното християнство.

## История
Християнството било утвърдено още през първите три века след Христа в Македония, Мизия и Тракия. Най-видни негови проповедници там са апостолите Св.
Андрей – по Черноморието и Св. Павел в Беломорието и Македония. Следващият веднага след Първият вселенски църковен събор, разглеждан и като негово продължение –
Сердикийски църковен събор от 343 – 344 г. неслучайно става в днешна София, където 32 години по-рано е издаден първият императорски едикт за легализиране на християнството и спиране преследванията срещу вярващите – известният Сердикийски едикт от 311 г. В 343 г. св. Атанасий Велики патриарх александрийски основава първият манастир на континента Европа – днешния Златноливаденски манастир при сегашното чирпанско село Златна ливада. В днешните български земи още тогава са направени и първите преводи на Библията – от Никита Ремесиански на тракийски език – известната Библия Бесика създал за това и азбуката на траките и на старогерманския готски език от епископ Вулфила, създал за написването на известната Библия на Вулфила готската писменост.
През VIII век единствено епископията на Дръстър остава в Мизия като част от Константинополската епархия, като има за цел да обслужва християните по българските земи, съгласно клауза от мирния договор от 681 година между България и Византия. Заради областите Тракия и Македония, чиито обитатели са предимно християни, след 812 година броят на християните по българските земи се увеличава драстично.
През 864 г. цар Борис I покръства България и въвеждане християнството за официална държавна религия в Първото българско царство.

## Численост и дял
Според оценки на изследователския център – Pew Research Center от 2010 г. в България има 6.3 милиона християни, които представляват 84,1 % от населението на страната.

## Виж също
- Богомилство
- Павликянство
- Богомил
- Василий Врач
- Боян Магесник